# Bad Hersfeld (stacja kolejowa)
Bad Hersfeld – stacja kolejowa w Bad Hersfeld, w kraju związkowym Hesja, w Niemczech. Znajdują się tu 2 perony.